# Mansfelder Kreis
Der Mansfelder Kreis war ein Territorium im südlichen Teil des historischen brandenburg-preußischen Herzogtums Magdeburg im Königreich Preußen. Er bestand aus dem preußischen Teil der ehemaligen Grafschaft Mansfeld, der wieder an Brandenburg zurückging, nachdem 1780 der letzte erbberechtigte Graf von Mansfeld verstorben war.
| Schraplau |

| Leimbach |

| Mansfeld |

| Gerbstedt |

Der Mansfelder Kreis hatte 1784 ohne die Städte und ohne das Militär 21.713 Einwohner. Er war in zwei Departments mit einem gemeinsamen Landrat eingeteilt, nämlich in
- den Mansfelder Kreis I (1784: 10.580 Einwohner) mit
  - der Immediatstadt Mansfeld,
  - den beiden Mediatstädten Gerbstedt und Leimbach (heute Ortsteil von Mansfeld), und

- den Mansfelder Kreis II (1784: 11.133 Einwohner) mit
  - der Mediatstadt Schraplau.

Zu Mansfelder Kreis gehörten außerdem
- die königlichen Ämter Unter- und Ober-Friedeburg, Klostermansfeld, Kloster Helfta und Holzzelle (heute Ortsteil von Seegebiet Mansfelder Land),
- die Prinzlich Ferdinandschen Ämter Gerbstedt, Bennstedt, Großörner (jetzt Stadtteil von Mansfeld), Hedersleben, Unter- und Oberschraplau,
- das adlige Amt von Dachröden Burgörner (jetzt Stadtteil von Hettstedt), die freiherrlichen Ämter
- von der Schulenburg in Erdeborn,
- von Mahrenholz in Helbra,
- von Bülow in Helmsdorf
- von Schenck in Leimbach,
- von Pfuel in Polleben,
- von Geusau in Seeburg, sowie
- 126 Dörfer und andere Ortschaften.

Napoleon Bonaparte ordnete 1806 das Gebiet westlich der Elbe dem Königreich Westphalen seines Bruders Jérôme zu, wobei der Mansfelder Kreis in der ursprünglichen Form aufgelöst wurde. Nach dem Wiener Kongress wurde das Gebiet zusammen mit dem ehemals sächsischen Teil der Grafschaft Mansfeld wieder preußisch, jedoch nun den neuen Landkreisen Mansfelder Seekreis und Mansfelder Gebirgskreis zugeordnet. Dabei kamen Schraplau, Gerbstedt, das ehemals zum Saalkreis gehörende Alsleben und das ehemals sächsische Eisleben zum Seekreis, Mansfeld und Leimbach zusammen mit den ehemals sächsischen Städten Ermsleben und Hettstedt zum Gebirgskreis.